# Jevhen Stankovytj
Jevhen Stankovytj (ukrainsk: Євген Федорович Станкович tr. Jevhen Fedorovytj Stankovytj , russisk: Евгений Фёдорович Станкович tr. Jevgenij Fjodorovitj Stankovitj ; født 19. september 1942 i Svaljava i Ukrainske SSR) er en ukrainsk komponist.
Stankovytj studerede komposition på Lvov Musikkonservatorium (1962-1963), og på Kiev Musikkonservatorium (1965-1970), hos bl.a. Borys Ljatosjynskyj. Han har skrevet 10 symfonier, 10 kammersymfonier, 2 sinfoniettas, orkesterværker, koncertmusik, kammermusik, operaer, korværker, og musik til over 100 film. Stankovytj var professor og lærer i komposition i mange år, på det Ukrainske Musikkonservatorium. Han er inspireret af Sergej Prokofjev, Bela Bartok, Igor Stravinskij og Anton Webern. Stankovytj hører til de betydelige komponister i Ukraine.

## Udvalgte værker
- Symfoni nr. 1 "Stor Symfoni" (1973) - for 15 strygere
- Symfoni nr. 2 "Eroica" (1975) - for kammerorkester
- Symfoni nr. 3 "Jeg styrker mig selv" (1975-1976) - for baryton, kor og orkester
- Symfoni nr. 4 "Lyrisk Symfoni" (1977) - for 16 strygere og cello
- Symfoni nr. 5 "Pastorale" (1977) - for violin og orkester
- Symfoni nr. 6 "Dictum" (1987) - for kammerorkester
- Symfoni nr. 7 (2003) - for orkester
- Symfoni "Bjergsymfoni" (1969-1973) - for orkester
- Symfoni "Af Pastorale" (1985) - for violin og orkester
- Symfonikoncert (2004) - for bratsch og orkester
- 10 Kammersymfonier (1971-2007) - for forskellige besætninger
- Sinfonietta nr. 1 (1971) - for orkester
- Sinfonietta nr. 2 (2005) - for 4 valdhorn og strygeorkester